# Estación de Jardines de Hércules
Jardines de Hércules es un apeadero ferroviario situado en la urbanización de «Los Jardines de Hércules», en el barrio de Bellavista de la ciudad española de Sevilla. Forma parte de las líneas C-1 y C-5 de Cercanías Sevilla, operadas por Renfe.

## Situación ferroviaria
Las instalaciones se encuentran situadas en el punto kilométrico 8,1 de la línea férrea de ancho ibérico Alcázar de San Juan-Cádiz. El kilometraje toma como punto de partida la antigua estación de San Bernardo, cabecera histórica de la línea Sevilla-Cádiz, y situada posteriormente del nudo de La Negrilla. El tramo es de vía doble y está electrificado.

## La estación
Fue inaugurada en noviembre de 2015 para dar servicio a los vecinos de la urbanización en la que se encuentra. Dispone de dos andenes laterales cubiertos a los que acceden dos vías. La obra se ha llevado una inversión de 9,8 millones de euros.
La estación fue abierta a través de un proyecto que pretendía reabrir la antigua estación de La Salud, cerrada en 1998. Debido a la cercanía de esta con el apeadero de Bellavista, se decidió construir la nueva estación a unos 300 metros al norte de la antigua. Actualmente, la vieja estación no está desmantelada y se utiliza tanto de cabecera técnica de la línea C-5 de cercanías como enlace del nudo de La Salud con el puerto de Sevilla.
Debido a que la estación de Jardines de Hércules se encuentra en pleno nudo ferroviario, su diseño arquitectónico lo hace característico en comparación con el resto de estaciones de la red de cercanías. Entre la calle y los andenes transcurre una tercera vía que conduce al puerto de Sevilla, haciendo que el vestíbulo se encuentre justo encima de esta, a unos 8 metros de altura. Los dos andenes de la estación no se encuentran paralelos entre sí, ya que para adaptar la estación al nudo, el andén oeste (dirección Utrera) se encuentra unos 90 metros más al sur que el andén este (dirección Santa Justa). Cada andén mide 120 metros de largo.

## Servicios ferroviarios

### Cercanías
Forma parte de las líneas C-1 y C-5 de la red de Cercanías Sevilla. La línea C-1 es la que mayor frecuencia tiene con trenes cada 20-30 minutos mientras que la C-5 registra trenes cada 30-60 minutos. A efectos tarifarios la estación se encuentra en la zona 1.
| procedencia/destino | < estación       | Línea | estación > | destino/procedencia |
| ------------------- | ---------------- | ----- | ---------- | ------------------- |
| Lora del Río        | Virgen del Rocío |       | Bellavista | UtreraLebrija       |
| Benacazón           | Virgen del Rocío |       | Bellavista | Dos Hermanas        |